# Province de Kirundo

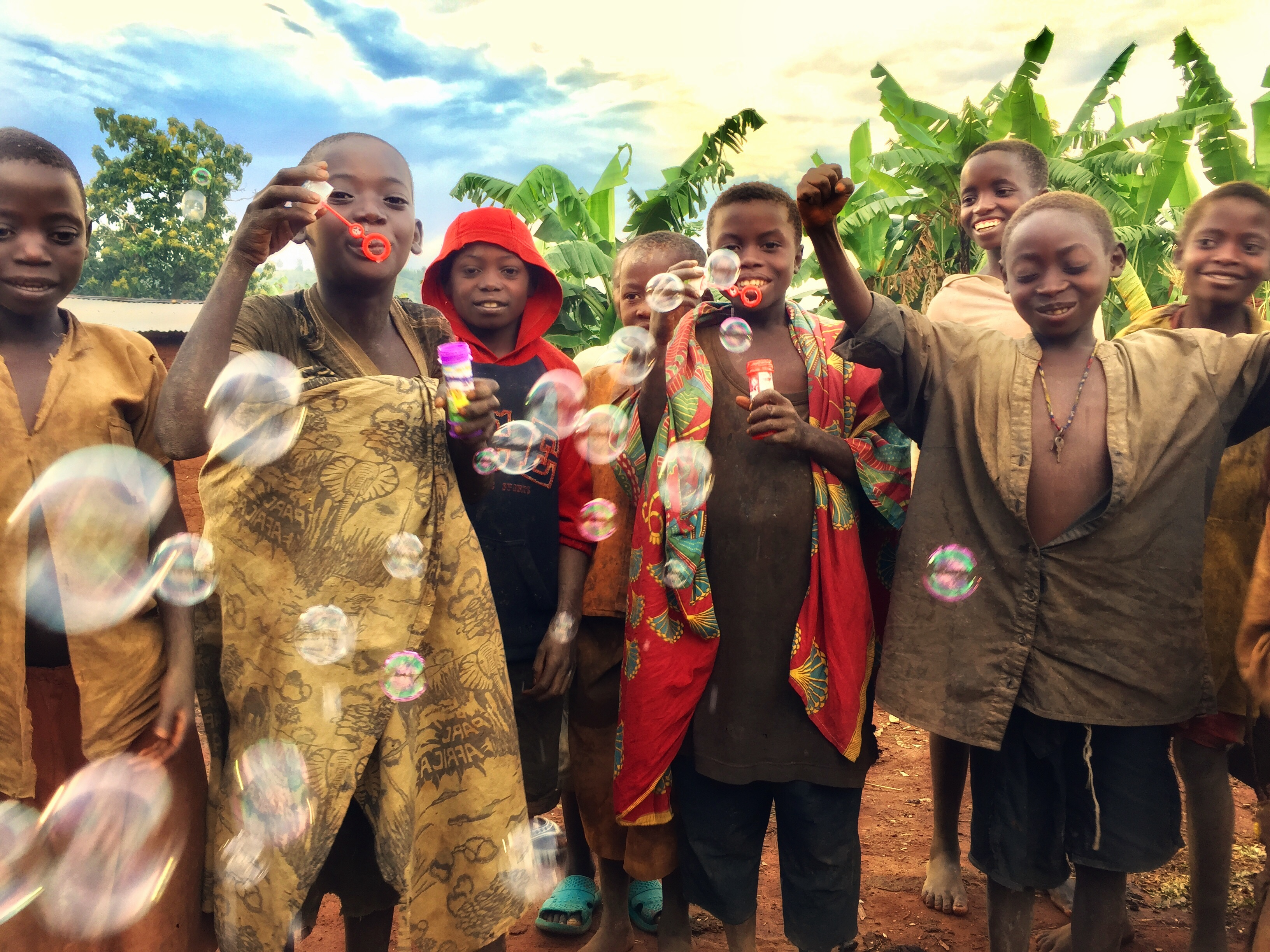
Enfants avec des bulles de savon près de la ville de Kirundo au Burundi

La province de Kirundo est une des 18 provinces du Burundi. Sa capitale est Kirundo. La province est à la frontière avec le Rwanda.

## Politique
Albert Hatungimana, membre du parti CNDD-FDD, administrateur communal de Busoni, l'une des sept communes que comprend la province, est gouverneur de la province depuis le 13 juillet 2020. Il succède à Alain Mutabazi, devenu ministre de la Défense.

## Subdivisions
La province de Kirundo comprend 7 communes : 
- Kirundo
- Bugabira
- Ntega
- Vumbi
- Bwambarangwe
- Gitobe
- Busoni